# Dơi quạ Kei
Pteropus keyensis là một loài động vật có vú trong họ Dơi quạ, bộ Dơi. Loài này được Peters mô tả năm 1867.
Loài dơi này được tìm thấy trên quần đảo Kai của Indonesia. Trước đây loài này đã được xem là một phân loài của dơi quạ râu đen.

## Hình ảnh